# San Vicente de Cañete
Pour les articles homonymes, voir Cañete.

San Vicente de Cañete, ou communément connu comme Cañete, est la capitale de la province de Cañete, dans la région de Lima, au Pérou. Avec ses 85 533 habitants (estimation de 2015), Cañete est la principale ville du district de San Vicente de Cañete. La ville doit son nom au marquis de Cañete qui la fonda en 1557.
Cette ville paisible est située à une heure et demie de au sud de Lima (144 km) et sert aux touristes de point de passage vers le district de Lunahuaná.
Les premiers habitants de ces terres étaient les Huarcos. Plus tard, la région a été habitée par les vieux esclaves et leurs descendants, forcés à travailler dans les plantations de coton.
Les esclaves étaient arrivés de la Guinée, du Congo et de l'Angola, amenés sur la côte péruvienne durant la période coloniale pour travailler sur les champs de coton et de canne à sucre ainsi que dans les vignobles.